# Partido de los Granjeros de Japón
El Partido de los Granjeros de Japón (japonés: 日本農民党, Nihon Nōmintō) fue un partido político en Japón entre 1926 y 1928. Representaba una tendencia derechista entre los partidos proletarios del país en ese momento. El partido tenía una orientación nacionalista.

## Secesión del Partido Laborista-Agrario
El partido surgió de una división en el Partido Laborista-Agrario en 1926. Una generación anterior de líderes de la Unión Campesina de Japón, como Okabe Kansuke y Hirano Rikizo, se sentían incómodos con la influencia de la generación más joven y radical en la Unión Campesina de Japón. (que estaban interesados en incluir elementos de izquierda en el Partido Laborista-Agrario), como Oyama Ikuo. El grupo de Okabe y Hirano se separó del Partido Laborista-Agricultores en marzo de 1926 y el 17 de octubre de 1926 fundaron el Partido de los Granjeros de Japón. El Partido de los Granjeros de Japón se declaró "un partido político de granjeros para granjeros". En este sentido, el partido se diferenciaba de los otros partidos proletarios, que se declararon basados en una alianza de clase obrera-campesina.

## 1927
El partido ganó cuatro escaños en las elecciones de la asamblea de la prefectura de 1927 de 1927.

## Elecciones de 1928
A partir de 1928, el Partido de los Granjeros de Japón reclamó una membresía de 70,138. Sin embargo, la cifra no parece ser confiable, en comparación con el voto nacional para el partido en las elecciones del mismo año. El partido lanzó diez candidatos en las elecciones de Dieta de 1928, que juntos reunieron 36,491 votos. Ninguno de los candidatos del partido fue elegido.

## Fusión con el Partido de las Masas de Japón
En diciembre de 1928, el partido se fusionó con el Partido de las masas proletarias, el Partido Laborista-Agrario de Japón y cuatro partidos políticos regionales, formando el Partido de las Masas de Japón.